# 奥田平次
奥田 平次（おくだ へいじ、1867年1月2日 - 没年不詳）は、アメリカ合衆国の実業家。シアトルに居住し、現地の日本人会会長などを務めた。日系一世。

## 経歴
1867年、奈良県磯城郡安倍村（現:桜井市）に生まれる。1893年8月に渡米し、1900年にシアトルで運送業を開始。同年パーキンスと結婚。1901年、シアトル日本人会発足にあたり副会長に就任。1906年、東洋運送会社社長。1913年、北米連絡日本人会の初代会長に就任。
1917年12月から翌月にかけ、シアトル母国実業視察団を率いて来日。大隈重信、渋沢栄一と面談してシアトル在留日本人の状況、問題点等を説明。
1919年、奥田柴垣商会を創立し、日本製品の輸入貿易を始める。1920年、北米日本人会会長に就任。1927年、米国西北部連絡日本人会長に就任。
1953年、勲四等瑞宝章を受けるために来日。同年11月20日には、皇居にて昭和天皇から会釈を賜る。